# 热讷泰伊
热讷泰伊（法語：Genneteil，法語發音：[ʒɛntɛj] ⓘ）是法国曼恩-卢瓦尔省的一个旧市镇，属于索米尔区。2016年12月15日，热讷泰伊和相邻的另外13个市镇合并为新市镇努瓦扬维拉日（Noyant-Villages）。

## 地名
该地名“Genneteil”发音为[ʒɛntɛj]而非[ʒɛntəj]，《世界地名翻译大辞典》与《世界地名译名词典》将其误译作“热讷特伊”。

## 地理
热讷泰伊（47°35'34"N, 0°2'57"E）面积35.95 平方千米，位于法国卢瓦尔河地区大区曼恩-卢瓦尔省，该省份为法国西部内陆省份，大致对应安茹地区，北起顺时针与马耶讷省、萨尔特省、安德尔-卢瓦尔省、维埃纳省、德塞夫勒省、旺代省、大西洋卢瓦尔省和伊勒-维莱讷省接壤。
与热讷泰伊接壤的市镇（或旧市镇、城区）包括：萨维涅苏勒吕德、欧韦尔斯、沙韦涅、希涅、安茹谷地克莱、拉斯。
热讷泰伊的时区为UTC+01:00、UTC+02:00（夏令时）。

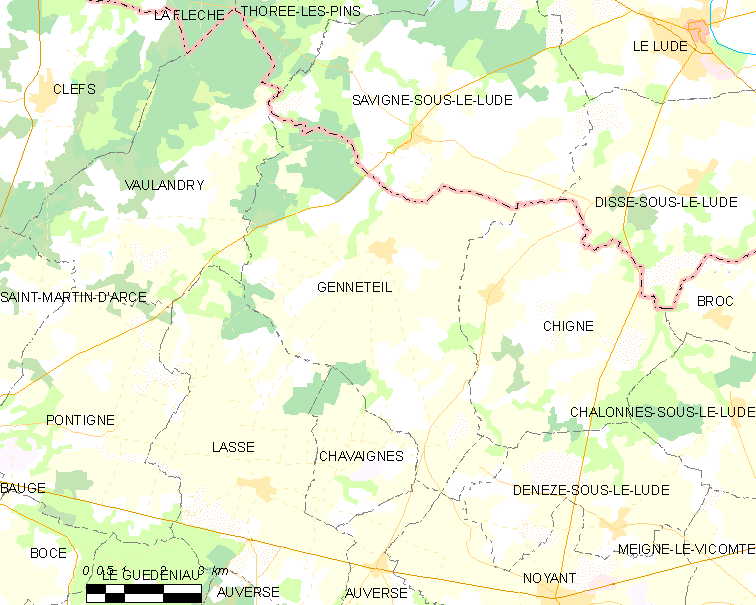
热讷泰伊的OSM定位图

## 行政
热讷泰伊的邮政编码为49490，INSEE市镇编码为49150。

## 政治
热讷泰伊所属的省级选区为安茹地区博福尔县。

## 人口

1962-2008年间热讷泰伊人口变化图示

热讷泰伊于2018年1月1日时的人口数量为304人。